# Brhlík azurový
Brhlík azurový (Sitta azurea, též brhlík brýlatý) je druh pěvce z čeledi brhlíkovitých. Je to středně velký brhlík, na délku měří zhruba 13,5 centimetrů.

## Taxonomie
Tento brhlík se dělí na tři poddruhy:
- S. a. expectata – byl popsán německým ornitologem Ernstem Hartertem v roce 1914 jako Callisitta azurea expectata z holotypu odchyceného ve federálním státě Pahang.[3] Poddruh se vyskytuje i na Sumatře.[4]
- S. a. nigriventer – jako Poliositta azurea nigriventer byl popsán v roce 1919 britskými ornitology Herbertem Christopherem Robinsonem a Cecilem Bodenem Klossem. Holotyp odchytili v západní Jávě.[4]
- S. a. azurea – V roce 1830 ho popsal René Lesson[5], holotyp poddruhu byl pravděpodobně odchycen v blízkosti stratovulkánu Arjuno-Welirang.[4]

## Popis
Druh je střední velikosti v porovnání s ostatními brhlíky. U tohoto druhu nelze pozorovat pohlavní dvojtvárnost. Křídlo měří 75–83 milimetrů u samců a 75–85 mm u samic. Ocas je 41–45 mm dlouhý u samců a 39,5 až 46 mm u samiček. Zobák je 16,1–17,6 mm dlouhý.
Váha není známa, ale může být podobná váze brhlíka kabylského, který také měří 13,5 cm a váží 16,6 až 18 gramů.

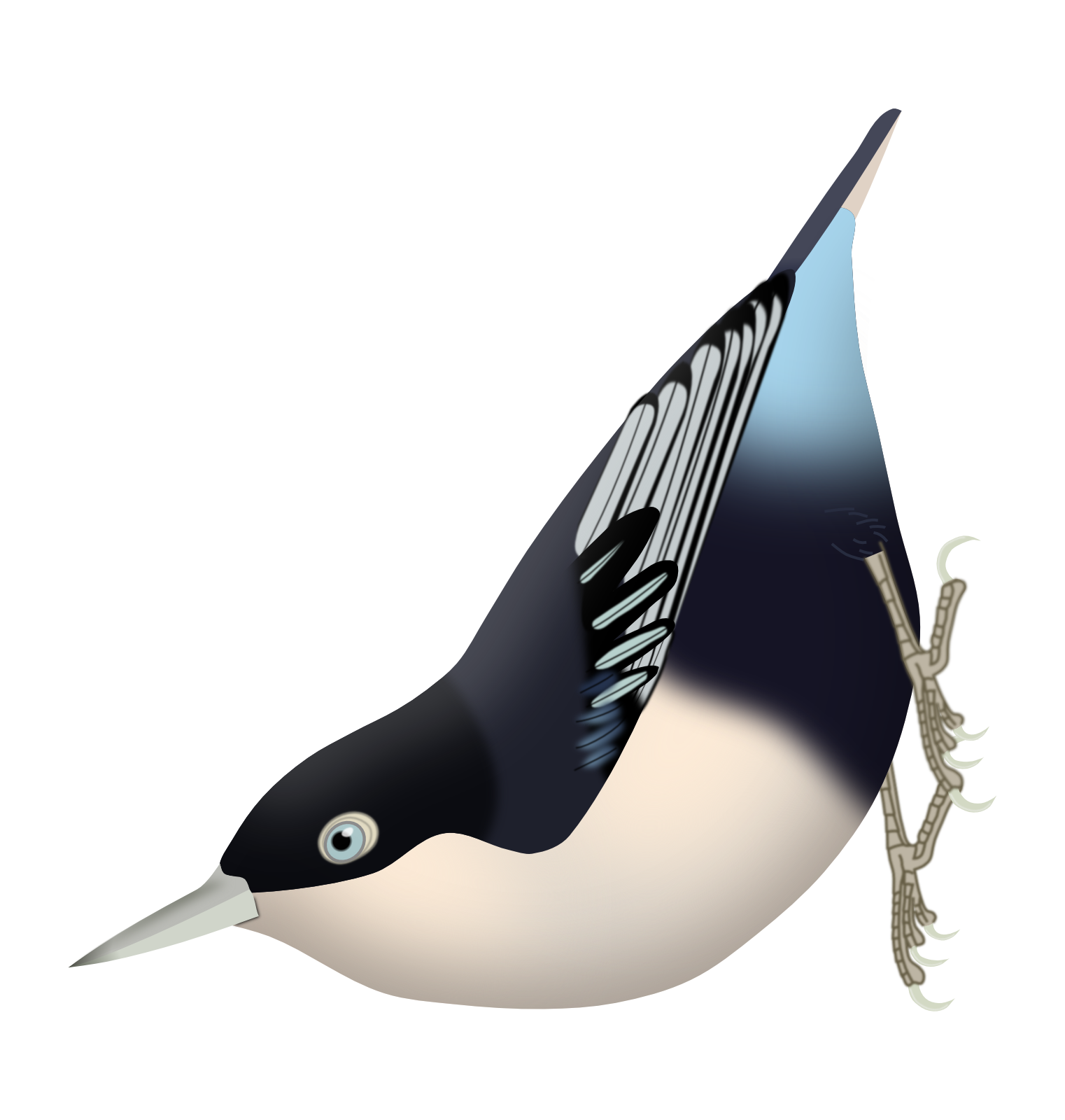
Sitta a. expectata – tmavě modré zbarvené peří za krkem a azurové krycí pera.
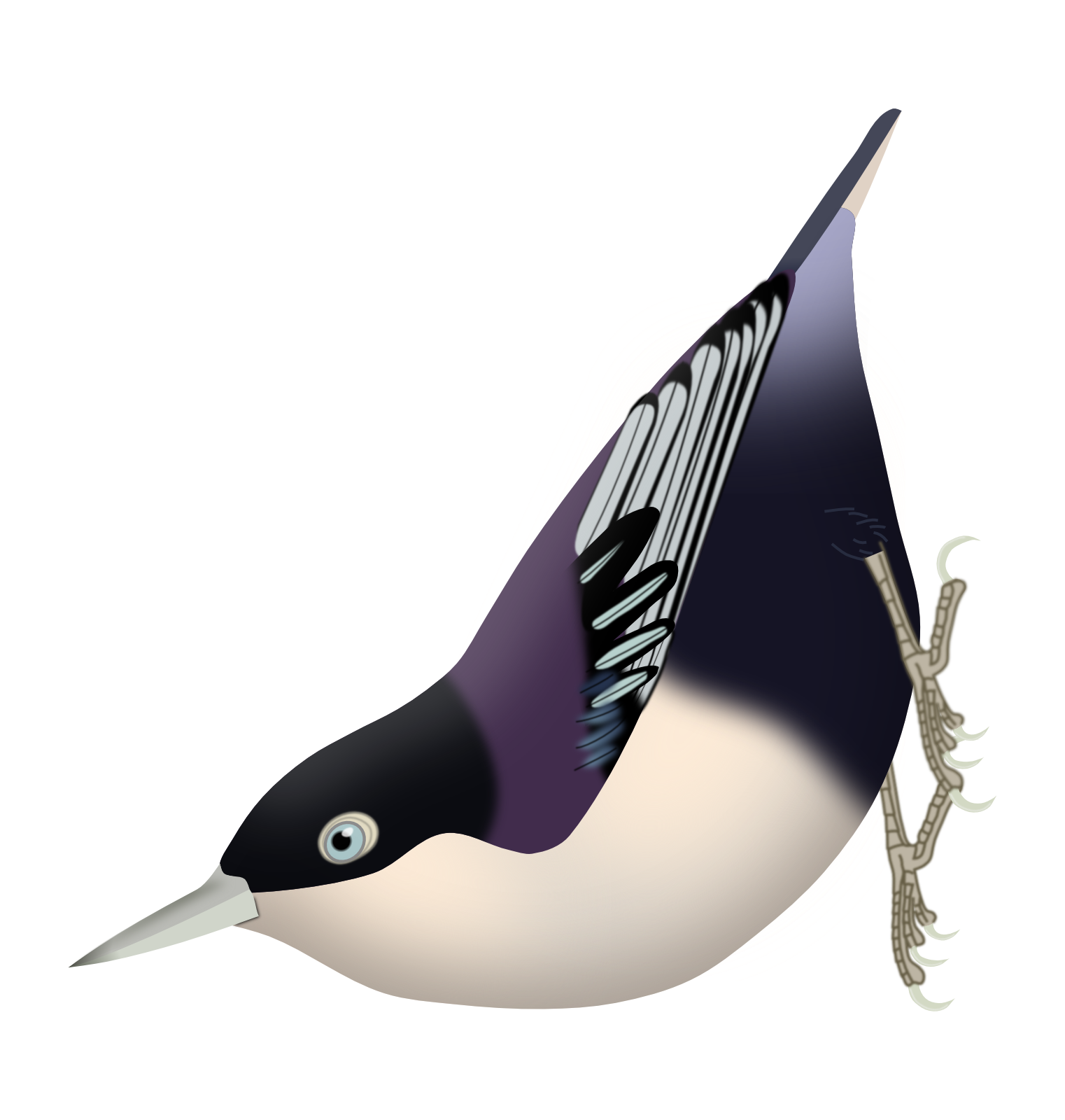
Sitta a. azurea – fialově zbarvené peří za krkem, růžovo-fialové na krycích perech.
Sitta a. nigriventer – fialově zbarvené peří za krkem, modré na krycích perech a žlutohnědé na břichu.

## Výskyt
Tento druh brhlíka je běžně vyskytující se pták na Sumatře, relativně běžný je též v Malajsii a Jávě, což je poměrně velká plocha rozšíření. Organizací IUCN byl vyhodnocen jako málo dotčený taxon.